# Детский хор телевидения и радио Санкт-Петербурга
Детский хор телевидения и радио Санкт-Петербурга (Детский хор телерадиокомпании «Петербург») — один из старейших музыкальных коллективов России, первый в истории СССР детский хор.

## История
Хор основан в 1955 году. Начинался хор с небольшой группы ребят, которых пригласили на радио для озвучивания детских радиопередач. Но со временем хор начал и концертную деятельность. Число участников постоянно росло и уже вскоре на сцене выступало около 300 ребят.
Репертуар хора не ограничивается только детской музыкой. Духовная музыка и классика, народный фольклор и популярная музыка — кажется, что для этих юных музыкантов нет ничего невозможного. Юные музыканты всегда желанные гости в лучших концертных залах Санкт-Петербурга. Хор постоянный участник известных петербургских музыкальных фестивалей. За время своего существования ребятам удалось выступить под управлением многих прославленных дирижеров: Евгений Мравинский, Юрий Темирканов, Валерий Гергиев, Станислав Горковенко, Равиль Мартынов и др. Кроме концертной деятельности, хор постоянно гастролирует. а также юные артисты принимают участие и в оперных спектаклях на сцене Михайловского театра («Богема», «Паяцы», «Пиковая дама», «Щелкунчик»).
Детский хор телевидения и радио Санкт-Петербурга победитель многих хоровых конкурсов и фестивалей.
Сегодня хор состоит из трех возрастных групп: младшая группа хора, средняя группа и старшая (концертная) группа. Так же в хоре организован ансамбль мальчиков, в котором поют мальчишки из всех трех групп. Ребят учат нотной грамоте (сольфеджио), с ними занимаются вокалом, ну и конечно учат «петь в хоре». А еще учат позитивно смотреть на мир и помогают каждому ребенку раскрыть для себя прекрасный мир музыки. Конечно далеко не все хористы становятся профессиональными музыкантами, но любовь к музыке, так заботливо привитая в детстве, остается на всю жизнь. «Среди нас нет неудачников!» — вот девиз тех, кто прошел эту хоровую школу.
В феврале 2012 года был создан Камерный хор «Радио», состоящий из выпускников Детского хора телевидения и радио Санкт-Петербурга разных лет — еще один серьезный музыкальный проект, но уже во взрослом исполнении.

## Педагоги
- Основатель хора — Заслуженный деятель искусств России, профессор Юрий Михайлович Славнитский.
- Художественный руководитель хора и главный дирижёр — Заслуженный деятель искусств России, профессор Станислав Фёдорович Грибков.
- Дирижёры (хормейстеры): Игорь Грибков, Ирина Зайцева, Екатерина Андреева, Анна Барсова.
- Концертмейстеры — Людмила Ралко и Лидия Бех-Иванова.

## Известные участники хора
- Олег Погудин
- Роман Трахтенберг

## Награды
- Почётный диплом Законодательного Собрания Санкт-Петербурга (15 декабря 2010 года) — за выдающийся вклад в развитие культуры в Санкт-Петербурге и в связи с 55-летием со дня создания[2]